# The Winter Chapter Tour 2018
The Winter Chapter Tour 2018 es la gira número 11 y actual que desarrolló la banda de metal sinfónico Sonata Arctica, y es aquella que se desarrolló durante el invierno. Comenzó el 18 de enero de 2018 y terminó el 26 de agosto de 2018. No es la presentación de ningún álbum, sino que es un recorrido por el mundo. Comenzaron con 9 shows en Finlandia durante el mes de enero, y luego participaron del festival 70.000 Tons of Metal durante dos fechas en su versión 2018 en su nuevo regreso a Estados Unidos. Luego recorrieron países como República Checa, España, Rumania y otros más. Se realizaron 28 shows, siendo esta una de las giras más cortas de la banda. Actualmente se encuentran grabando su nuevo disco, que será el sucesor de The Ninth Hour.

## Gira

### 2018
Comienzan un nuevo año tocando el 18 de enero en Logomo, y el 19 de enero hacen lo suyo en el Areena Oulu, celebrando así sus 19 años de trayectoria. El 20 de enero, la banda vuelve por séptima vez a Tuiskula, y el 21 de enero tocaron otra vez en Pakkahuone. El 24 de enero tocaron otra vez en The Circus, y al día siguiente visitaron Rytmikorjaamo. El día 26 de enero dan un show en Rauhalahti. El 27 y 28 de enero, la banda da dos recitales que tuvieron lugar en Kerubi y Lutakko, para luego dar dos shows el 2 y 3 de febrero en los Estados Unidos en una nueva participación de la banda en el 70.000 Tons of Metal. La sede elegida para la nueva participación de Sonata Arctica fue Independence of the Seas. El 1 de junio, la banda vuelve a la República Checa para dar otro nuevo recital en el Lochotínský Amfiteátr. El 7 de junio volvieron a Finlandia para tocar en el South Park Festival 2018. El 8 de junio volvieron nuevamente a Eteläpuisto. El 16 de junio, la banda regresa a España para tocar en el Auditorio Ruta de la Plata, en un festival denominado Z! Live Festival 2018. De regreso, el 21 de junio tocaron en Sauvonsaaren Urheilupuisto. El 29 de junio tocaron en Törnävänsaari. El 6 de julio, después de tres años, la banda regresó a Rumania para participar del Metalhead Meeting 2018, desarrollado en el Arenele Romane. El 7 de julio, la banda regresó otra vez a Finlandia para dar un concierto en Lahden Kauppatorilla, en el marco del Lahti By Night Festival 2018. El 27 de julio, la banda toca en Ounaspaviljonki por primera vez en su historia. El 28 de julio hicieron lo suyo en Kapakanmäki. El 4 de agosto, la banda hace lo suyo en Kenkäveronniemi. El 10 de agosto, la banda regresa a España para tocar en el Festival Leyendas del Rock 2018 desarrollado en el Polideportivo Municipal de Villena. El 11 de agosto, la banda regresa a Portugal para participar de una nueva edición del Vagos Metal Fest 2018. El 18 de agosto, la banda regresa a Finlandia para participar del Kuuska soi Fest 2018. Los días 24 y 25 de agosto, la banda regresa a Rusia para dar dos shows. El primero tuvo lugar en ZAL Disco, y el segundo en el Club Red. El 26 de agosto, la banda debutó por primera vez en Bielorrusia, y el show se desarrolló en Re:Public Discotheque. Así se terminó la gira.

## Conciertos
- 18/01/2018 - Logomo, Turku
- 19/01/2008 - Areena Oulu, Oulu
- 20/01/2008 - Tuiskula, Nivala
- 21/01/2018 - Pakkahuone, Tampere
- 24/01/2018 - The Circus, Helsinki
- 25/01/2018 - Rytmikorjaamo, Seinäjoki
- 26/01/2018 - Rauhalahti, Kuopio
- 27/01/2018 - Kerubi, Joensuu
- 28/01/2018 - Lutakko, Jyväskylä
- 02/02/2018 - Independence of the Seas, Fort Lauderdale
- 03/02/2018 - Independence of the Seas, Fort Lauderdale
- 01/06/2018 - Lochotínský Amfiteátr, Plzeň
- 07/06/2018 - Hyvynkää Airport, Hyvynkää
- 08/06/2018 - Eteläpuisto, Tampere
- 16/06/2018 - Auditorio Ruta de la Plata, Zamora
- 21/06/2018 - Sauvosaaren Urheilupuisto, Kemi
- 29/06/2018 - Törnävänsaari, Seinäjoki
- 06/07/2018 - Arenele Romane, Bucarest
- 07/07/2018 - Lahden Kauppatorilla, Lahti
- 27/07/2018 - Ounaspaviljonki, Rovaniemi
- 28/07/2018 - Kapakanmäki, Tuulos
- 04/08/2018 - Kenkäveronniemi, Mikkeli
- 10/08/2018 - Polideportivo Municipal, Villena
- 11/08/2018 - Quinta do Egea, Vagos
- 18/08/2018 - Kuusisaari, Oulu
- 24/08/2018 - ZAL Disco, San Petersburgo
- 25/08/2018 - Club Red, Moscú
- 26/08/2018 - Re:Public Disco, Minsk

## Conciertos suspendidos y/o reprogramados
- 15/06/2018 - Bollspelaren, Norrköpig (*)

- El concierto fue suspendido por razones ajenas a la banda (*)

## Formación durante la gira
- Tony Kakko - Voz
- Tommy Portimo - Batería
- Pasi Kauppinen - Bajo
- Henrik Klingenberg - Teclados
- Elias Viljanen - Guitarra